# Campionati austriaci di sci alpino 2019
I Campionati austriaci di sci alpino 2019 si sono svolti a Saalbach-Hinterglemm dal 19 al 24 marzo. Il programma ha incluso gare di discesa libera, supergigante, slalom gigante e slalom speciale, tutte sia maschili sia femminili; le gare di combinata sono state annullate.
Trattandosi di competizioni valide anche ai fini del punteggio FIS, vi hanno partecipato anche sciatori di altre federazioni, senza che questo consentisse loro di concorrere al titolo nazionale austriaco. 

## Risultati

### Uomini

#### Discesa libera
| Pos. | Atleta               | Nazione | Tempo   |
| ---- | -------------------- | ------- | ------- |
| 1    | Manuel Traninger     | Austria | 1:17,17 |
| 2    | Daniel Danklmaier    | Austria | 1:18,03 |
| 3    | Clemens Nocker       | Austria | 1:18,23 |
| 4    | Niklas Köck          | Austria | 1:18,39 |
| 5    | Tristan Takats       | Austria | 1:18,68 |
| 6    | Julian Schütter      | Austria | 1:18,70 |
| 7    | Johannes Kröll       | Austria | 1:18,73 |
| 8    | Christopher Neumayer | Austria | 1:18,78 |
| 9    | Stefan Babinsky      | Austria | 1:18,87 |
| 10   | Michael Offenhauser  | Austria | 1:19,08 |

Data: giovedì 21 marzo 2019

Località: Saalbach-Hinterglemm

Ore: 9.30 (UTC+1)

Pista: Zwölfer

Partenza: 1 700 m s.l.m.

Arrivo: 1 065 m s.l.m.

Dislivello: 635 m

Tracciatore: Christoph Alster

#### Supergigante
| Pos. | Atleta               | Nazione | Tempo   |
| ---- | -------------------- | ------- | ------- |
| 1    | Christoph Krenn      | Austria | 1:07,62 |
| 2    | Niklas Köck          | Austria | 1:07,68 |
| 3    | Otmar Striedinger    | Austria | 1:07,70 |
| 4    | Daniel Danklmaier    | Austria | 1:07,86 |
| 5    | Christopher Neumayer | Austria | 1:07,93 |
| 6    | Vincent Kriechmayr   | Austria | 1:08,00 |
| 7    | Romed Baumann        | Austria | 1:08,06 |
| 8    | Johannes Kröll       | Austria | 1:08,19 |
| 9    | Tristan Takats       | Austria | 1:08,30 |
| 10   | Pirmin Hacker        | Austria | 1:08,33 |

Data: venerdì 22 marzo 2019

Località: Saalbach-Hinterglemm

Ore: 

Pista: Zwölfer

Partenza: 1 547 m s.l.m.

Arrivo: 1 065 m s.l.m.

Dislivello: 482 m

Tracciatore: Christoph Alster

#### Slalom gigante
| Pos. | Atleta             | Nazione   | Tempo   |
| ---- | ------------------ | --------- | ------- |
| 1    | Sam Maes           | Belgio    | 1:47,15 |
| 2    | Roland Leitinger   | Austria   | 1:47,18 |
| 2    | Johannes Strolz    | Austria   | 1:47,18 |
| 4    | Magnus Walch       | Austria   | 1:47,27 |
| 5    | Adrian Pertl       | Austria   | 1:47,30 |
| 6    | Mathias Graf       | Austria   | 1:47,38 |
| 7    | Christian Borgnaes | Austria   | 1:47,41 |
| 8    | Raphael Haaser     | Austria   | 1:47,56 |
| 9    | Andreas Ploier     | Austria   | 1:47,65 |
| 10   | Harry Laidlaw      | Australia | 1:47,70 |

Data: sabato 23 marzo 2019

Località: Saalbach-Hinterglemm

1ª manche:

Ore: 8.00 (UTC+1)

Pista: Zwölfer

Partenza: 1 377 m s.l.m.

Arrivo: 1 060 m s.l.m.

Dislivello: 317 m

Tracciatore: Martin Kroisleitner

2ª manche:

Ore: 12.00 (UTC+1)

Pista: Zwölfer

Partenza: 1 377 m s.l.m.

Arrivo: 1 060 m s.l.m.

Dislivello: 317 m

Tracciatore: Benjamin Brantner

#### Slalom speciale
| Pos. | Atleta            | Nazione | Tempo   |
| ---- | ----------------- | ------- | ------- |
| 1    | Marc Digruber     | Austria | 1:32,24 |
| 2    | Thomas Dorner     | Austria | 1:32,28 |
| 3    | Adrian Pertl      | Austria | 1:32,65 |
| 4    | Richard Leitgeb   | Austria | 1:32,76 |
| 5    | Fabio Gstrein     | Austria | 1:32,81 |
| 6    | Mathias Graf      | Austria | 1:32,83 |
| 7    | Pirmin Hacker     | Austria | 1:32,84 |
| 8    | Moritz Opetnik    | Austria | 1:32,91 |
| 9    | Fabian Zeiringer  | Austria | 1:32,93 |
| 10   | Mario Gramshammer | Austria | 1:32,54 |

Data: domenica 24 marzo 2019

Località: Saalbach-Hinterglemm

1ª manche:

Ore: 

Pista: Zwölfer

Partenza: 1 241 m s.l.m.

Arrivo: 1 060 m s.l.m.

Dislivello: 181 m

Tracciatore: Alexander Berthold

2ª manche:

Ore: 

Pista: Zwölfer

Partenza: 1 241 m s.l.m.

Arrivo: 1 060 m s.l.m.

Dislivello: 181 m

Tracciatore: Günther Steiner

#### Combinata
La gara è stata annullata.

### Donne

#### Discesa libera
| Pos. | Atleta               | Nazione | Tempo   |
| ---- | -------------------- | ------- | ------- |
| 1    | Lisa Grill           | Austria | 1:16,72 |
| 2    | Nina Ortlieb         | Austria | 1:16,83 |
| 3    | Tamara Tippler       | Austria | 1:16,89 |
| 4    | Stephanie Venier     | Austria | 1:16,91 |
| 5    | Ramona Siebenhofer   | Austria | 1:17,05 |
| 6    | Elisabeth Reisinger  | Austria | 1:17,30 |
| 7    | Martina Rettenwender | Austria | 1:17,53 |
| 8    | Ariane Rädler        | Austria | 1:17,59 |
| 9    | Vanessa Nußbaumer    | Austria | 1:19,10 |
| 10   | Selina Stecher       | Austria | 1:19,32 |

Data: giovedì 21 marzo 2019

Località: Saalbach-Hinterglemm

Ore: 9.00 (UTC+1)

Pista: Zwölfer

Partenza: 1 660 m s.l.m.

Arrivo: 1 065 m s.l.m.

Dislivello: 595 m

Tracciatore: Christoph Alster

#### Supergigante
| Pos. | Atleta               | Nazione | Tempo   |
| ---- | -------------------- | ------- | ------- |
| 1    | Ariane Rädler        | Austria | 1:11,43 |
| 2    | Nina Ortlieb         | Austria | 1:11,67 |
| 3    | Martina Rettenwender | Austria | 1:11,80 |
| 4    | Tamara Tippler       | Austria | 1:12,00 |
| 5    | Lisa Grill           | Austria | 1:12,09 |
| 6    | Michaela Heider      | Austria | 1:12,15 |
| 7    | Stephanie Venier     | Austria | 1:12,21 |
| 8    | Stephanie Resch      | Austria | 1:12,30 |
| 9    | Vanessa Nußbaumer    | Austria | 1:12,38 |
| 10   | Ricarda Haaser       | Austria | 1:12,38 |

Data: venerdì 22 marzo 2019

Località: Saalbach-Hinterglemm

Ore: 

Pista: Zwölfer

Partenza: 1 542 m s.l.m.

Arrivo: 1 065 m s.l.m.

Dislivello: 477 m

Tracciatore: Christoph Alster

#### Slalom gigante
| Pos. | Atleta                | Nazione | Tempo   |
| ---- | --------------------- | ------- | ------- |
| 1    | Katharina Liensberger | Austria | 1:55,82 |
| 2    | Katharina Truppe      | Austria | 1:55,97 |
| 3    | Michaela Heider       | Austria | 1:56,18 |
| 4    | Elisa Mörzinger       | Austria | 1:56,38 |
| 5    | Magdalena Egger       | Austria | 1:57,65 |
| 6    | Stephanie Resch       | Austria | 1:57,73 |
| 7    | Franziska Gritsch     | Austria | 1:57,98 |
| 8    | Rosina Schneeberger   | Austria | 1:58,06 |
| 9    | Nadine Fest           | Austria | 1:58,09 |
| 10   | Nina Astner           | Austria | 1:58,25 |

Data: sabato 23 marzo 2019

Località: Saalbach-Hinterglemm

1ª manche:

Ore: 9.00 (UTC+1)

Pista: Zwölfer

Partenza: 1 377 m s.l.m.

Arrivo: 1 060 m s.l.m.

Dislivello: 317 m

Tracciatore: Stefan Schwab

2ª manche:

Ore: 12.00 (UTC+1)

Pista: Zwölfer

Partenza: 1 377 m s.l.m.

Arrivo: 1 060 m s.l.m.

Dislivello: 317 m

Tracciatore: Johannes Zöchling

#### Slalom speciale
| Pos. | Atleta                | Nazione | Tempo   |
| ---- | --------------------- | ------- | ------- |
| 1    | Katharina Liensberger | Austria | 1:30,55 |
| 2    | Katharina Truppe      | Austria | 1:30,74 |
| 3    | Michaela Dygruber     | Austria | 1:31,43 |
| 4    | Magdalena Egger       | Austria | 1:31,90 |
| 5    | Katharina Huber       | Austria | 1:31,91 |
| 6    | Melanie Niederdorfer  | Austria | 1:31,96 |
| 7    | Franziska Gritsch     | Austria | 1:32,26 |
| 8    | Hannah Köck           | Austria | 1:32,38 |
| 9    | Elisa Mörzinger       | Austria | 1:33,12 |
| 10   | Nina Astner           | Austria | 1:33,17 |

Data: domenica 24 marzo 2019

Località: Saalbach-Hinterglemm

1ª manche:

Ore: 

Pista: Zwölfer

Partenza: 1 241 m s.l.m.

Arrivo: 1 060 m s.l.m.

Dislivello: 181 m

Tracciatore: Gerhard Huttegger

2ª manche:

Ore: 

Pista: Zwölfer

Partenza: 1 241 m s.l.m.

Arrivo: 1 060 m s.l.m.

Dislivello: 181 m

Tracciatore: Dominic Jetz

#### Combinata
La gara, originariamente in programma il 21 marzo, è stata annullata.